# Cerberodon cuiabensis
Cerberodon cuiabensis är en insektsart som beskrevs av Piza Jr. 1982. Cerberodon cuiabensis ingår i släktet Cerberodon och familjen vårtbitare. Inga underarter finns listade i Catalogue of Life.